# Alobiellopsis acroscypha
Alobiellopsis acroscypha är en bladmossart som först beskrevs av Richard Spruce, och fick sitt nu gällande namn av Rudolf Mathias Schuster. Alobiellopsis acroscypha ingår i släktet Alobiellopsis och familjen Cephaloziaceae.
Artens utbredningsområde är Peru. Inga underarter finns listade i Catalogue of Life.